# Upplysningens dialektik

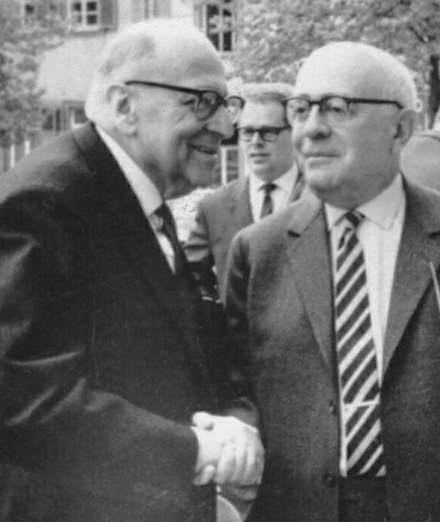
Max Horkheimer och Theodor W. Adorno år 1964.

Upplysningens dialektik: filosofiska fragment (tyska: Dialektik der Aufklärung) är ett filosofiskt kritiskt teoretiskt verk av Max Horkheimer och Theodor W. Adorno och första gången publicerat 1947. Horkheimer och Adorno betraktas som centralfigurer inom den tyska Frankfurtskolan. Avsnittet om kulturindustrin har blivit berömt. Boken kallades till en början för Philosophische Fragmente.

## Kort sammanfattning
Horkheimer och Adorno ställer sig frågan ”varför mänskligheten i stället för att nå fram till ett tillstånd av sann mänsklighet sjunkit tillbaka i en ny form av barbari”. De söker svaret i motsättningar i upplysningen i sig. Adorno och Horkheimer omdefinierar detta begrepp från att enbart omfatta en idéhistorisk period och expanderar det hela till att gälla mänsklighetens försök att förstå och behärska världen. Således är redan myten en typ av protoupplysning. I boken beskrivs den västerländska kulturutvecklingen från ett antropologiserande perspektiv, med början i upplysningen, fram till den amerikanska masskulturen och det tyska samhället under den nazistiska regimen. Författarna kritiserar det instrumentella förnuft som de anser har blivit resultatet av det ursprungliga upplysningsprojektets frihetssträvan, liksom underhållningsindustrin och dess uttryck, främst i USA.

## Disposition och fortsatt sammanfattning
Efter en inledande begreppsbestämning följer två längre exkurser. 
Den första, ”Odysseus eller Myt och upplysning”, är en läsning av Homeros epos om den hemvändande Odysseus som berättelsen om den borgerliga individens födelse i kampen mot mytens värld. För att överlista de faror som lurar på hans väg uppövar Odysseus den förmåga till list och självkontroll som krävs av den moderna människan i det kapitalistiska samhället. När han låter binda sig vid masten för att inte lockas av sirenernas sång, föregriper han senare tiders konsertpubliks disciplinerade njutning. Roddarna (implicit förvärvsarbetare), som han stoppar vax i öronen på för att de inte skall frestas, får däremot inte njuta, utan arbeta. 
Den andra exkursen, ”Juliette eller Upplysning och moral”, handlar om hur kravet på konsekvens och system urholkar alla de moraliska värden som upplysningen förespråkar. Därefter följer ett kapitel om ”Kulturindustri”, ”Upplysning som massbedrägeri”, där den moderna populärkulturen kritiseras för att den inordnar kulturen i varans kretslopp. 
Det sista kapitlet (förutom ett avslutande ”Anteckningar och utkast”) har titeln ”Antisemitismens element. Upplysningens gränser”.

## Upplysningens självnegation och självreflexion
Upplysningens dialektik betyder att upplysningen slagit om i vad vi annars förstår som dess motsats och blivit till just en myt. Därför är upplysningens omslag i myt en ny ”naturfångenskap” i den andra naturen. Här sammansmälter kritik av positivismen, Freuds psykoanalys och Marx ekonomikritik. Horkheimer och Adorno ser naturkretsloppets upprepning i den matematiska formalismens makt över tänkandet, i neurotikerns tvång att ständigt upprepa samma handling, och i den kapitalistiska ekonomins tvång att ständigt upprepa varubytets cirkulationsprocess. Liksom i varubytet gör upplysningen allting lika, utraderar alla särskilda kvaliteter och vänder sig slutligen också mot sig själv, så att den förbjuder varje tanke som inte helt enkelt avbildar det rådande så som det är. De delar upplysningens strävan efter ett fritt tänkande och ”människans utträde ur sin självförvållade omyndighet”, i likhet med Kant. Dess [upplysningens] osanning ligger inte i det som dess romantiska fiender alltid har anklagat den för: analytisk metod, sönderplockande i beståndsdelar, upplösning genom reflektion, utan i att processen för den är i förväg avgjord. Upplysningen sägs i sista instans vara ”så totalitär som något system kan vara”, men det är inte det samma som att avfärda analys och reflexion, snarare att kräva mer av det.

## Läsningar

### Sociologisk läsning
Ur en sociologisk synvinkel kan boken läsas som en vidareutveckling av både analysen av den västerländska rationaliseringsprocessen, såsom den framställts av Weber, och av Marx ekonomikritik, som en process med konsekvenser för det samhälleliga livet i dess helhet.

### Filosofisk läsning
Utifrån en filosofisk läsning är Upplysningens dialektik primärt en förnuftskritik, men väl att märka en kritik av förnuftet med dess egna medel, en upplysningens självreflexion. Människans utveckling till en förnuftsvarelse innebär att hon alltmer behärskar den yttre naturen i form av produktivkrafternas utveckling. Samtidigt behärskar hon i ökande grad också sin inre natur, såsom det har beskrivits av Freud men även av Norbert Elias, genom att försaka tillfredsställelsen av sina omedelbara drifter och utveckla ett överjag. Kritiken riktar sig mot detta behärskande förnuft eller förnuftets reducering till instrumentellt förnuft. Samtidigt är Upplysningens dialektik ett försvarstal för ett mer omfattande, reflekterande förnuft så som det föresvävat brett i den klassiska tyska filosofin från Kant till Hegel, den period i filosofin som för den kritiska teorin utgjorde tänkandets höjdpunkt.